# نوک‌تخت تاج‌خاکستری
نوک‌تخت تاج‌خاکستری یا مگس‌گیر تاج‌خاکستری (نام علمی: Tolmomyias poliocephalus) گونه‌ای از پرندگان خانواده ژیان‌مرغان است که در جنگل‌های مرطوب آمازون و جنگل‌های اقیانوس اطلس در آمریکای جنوبی یافت می‌شود. شباهت زیادی به نوک‌پهن‌های لبه‌زرد و زردزیتونی دارد، اما فک پایین آن تیره با پایهٔ کم‌رنگ است. این پرنده نسبتاً رایج با طیف گسترده‌ای است و اتحادیه بین‌المللی حفاظت از طبیعت آن را در رده " کمترین نگرانی " ارزیابی کرده‌است.